# Сади Сани Карабаги
Сади Оджаггулу оглы Сани Карабаги (азерб. Sədi Ocaqqulu oğlu Sani Qarabaği, 1841, Джинли, Джеванширский уезд, Елизаветпольская губерния, Российская империя — 1879, Амасья, Амасийский санджак, Сиваский вилайет, Османская империя) — азербайджанский поэт XIX века, член литературного общества «Меджлиси-фарамушан».

## Биография
Сади Сани родился в 1841 году в селе Джинли Джеванширский уезд. Образование он получил в медресе в родном селе и освоил персидский и арабский языки. После этого он поехал в город Амасья для изучения наук у шейха Мир Хамзы Нигари. Дополнив своё образование, Сади вернулся на родину. Он поддерживал связи с друзьями из тариката Накшбандия, поэтому, скончался и был похоронен в Амасье в 1879 году.

## Творчество
До наших дней дошел диван Сади Сани Карабаги, содержащий 227 газелей, из которых 197 на азербайджанском, а 30 на персидском языке. Среди газелей на азербайджанском языке 64 — с пятью полустишиями, 10 — шестью, 47 — семью, 14 — восьмью, 24 — девятью, 11 — десятью, 7 — одиннадцатью, 3 — двенадцатью, 4 — тринадцатью, 3 — четырнадцатью, 5 — пятнадцатью, 1 — шестнадцатью, 1 — семнадцатью, 1 — восемнадцатью, 1 — двадцати двумя. На персидском же 12 — с пятью полустишиями, 2 — шестью, 7 — семью, 5 — девятью, 2 — десятью, 1 — тринадцатью, 1 — семнадцатью. В основном газели с пятью полустишиями. Главный герой газелей поэта, лирическое «Я» — он сам. Он тоскует по своей возлюбленной, жаждет встречи с ней, живет мечтами, считает за честь переносить всевозможные невзгоды на пути этого существа, дающего ему душу в жизни и возрождающего в нем любовь к жизни. Языком этого героя поэт излагает свои суфийско-пантеистические философские воззрения. Свои философские, общественно-политические взгляды поэт излагал только в своих газелях. В целом литературное наследие поэта по тематике и содержанию делится на:
- Любовная лирика, эстетические воззрения поэта.
- Религиозно-философские, сектантские стихи.
- Дидактические стихи[4].

В творчестве Сади Сани второе место после газели занимают его стихи в жанре мухаммас. Сохранились 26 мухаммасов и два тахмиса на газели Физули. Одна из этих мухаммасов четырехчастная, двадцать пятичастная, две семичастные, одна девятичастная, одна одиннадцатичастная и одна двенадцатичастная. Кроме того, стихотворное письмо поэта, состоящее из одиннадцати строф, написано в жанре мухаммаса. Один из тахмисов, написанных им Физули, состоит из пяти, а другой из семи абзацев. В отличие от его газелей, стихи мухаммасы написаны очень простым стилем, близким к разговорному языку. В этих стихах царит оптимистический настрой и сильное жизнелюбие. Поэт, принимая во внимание, что его стихи в основном читают представители низшего и среднего сословия, выбирал темы, соответствующие их духу и характеру, и писал те темы на понятном им просторечии. Одной из главных причин успеха Сади Сани в поэзии является его умелое использование богатого художественного описания и выразительных средств. Он также широко использовал аллюзии, преувеличения и гиперболы в своих стихах, чтобы углубить художественную мысль, выразить её точнее и сильнее. 

Поэт также создавал муламмы (стих, каждое полустишие которого на другом языке) на азербайджанском, персидском и арабском языках. Кроме этих муламм Сади Сани, в его сборнике есть еще большой мустазад (стихотворная форма, в которой за каждым стихом следует полустишие на ту же рифму), написанный в форме муламаммы, состоящей из семи строф. Сади Сани широко использовал средства художественного выражения в дополнение к средствам художественного представления, художественные вопросы и художественные обращения. Сади Сани успешно использовал в своем творчестве изящные, простые слова и словосочетания, в основном в соответствии со структурой стихотворения и языком газели. Обращение к простому просторечию не только обогатило и украсило его поэтику, но и оказало сильное влияние на формирование стилистических особенностей. В целом, Сади Сани локально использует средства художественного описания и выражения, поэтические фигуры, далекий от искусственности, умеющий умело использовать в своих стихах слова и выражения, понятные читателю. Сади Сани Карабаги был требовательным поэтом. Он не был доволен стихами, написанными в старом стиле, поэтому обращался к своим друзьям и требовал:
Не влечёт меня старая газель,
Режь перо, изобрети новую газель.
Оригинальный текст (азерб.)Şövqə gətirməz məni köhnə yazılmış qəzəl,

Kəs qələmi, tazədən bir qəzəl icad qıl.
Вследствие этого требования поэт пытался внести новшества в содержание стихотворения, его форму, даже структуру и, добавляя к уже существующим образам, старался сделать стих более читабельным и плавным. Сади Сани способен создавать высокие эмоции в поэзии своим уникальным стилем выражения и умением создавать оригинальный диалог, и этим уникальным качеством он смог «завоевать сердце» своих читателей. Одним из главных качеств, которые полюбили поэта своим читателям, была его способность сказать каждое слово в нужном месте и использовать нужное выражение в нужное время.
Спросил я: кто портит настроение общества?
Зефир двинул волосы: вот оно что!
Оригинальный текст (азерб.)Pərişan eyləyən kimdir-dedim,cəmiyyət əhvalın?

Səba zülfün dutub təprətdi: Agah ol ki, budur.
Самыми богатыми людьми в мире поэт считает людей, обладающих божественной любовью. Он призывает всех быть трудолюбивыми и настойчивыми, как муравей, для этого поступка и заявляет, что тот, кто обладает этим качеством, «не заботится о богатстве Сулеймана». Потому что Божественная любовь, которой он обладает, является высшим богатством. В конце стихотворения поэт говорит, что больше не будет пленником печали и мрака. Потому что его грудь теперь дворец света Али, воина Бога. Сохранилась очень небольшая часть стихов Сади Сани, написанных в других жанрах, которые по сложившейся традиции отдают предпочтение газели среди жанров классической поэзии. По общему уровню этих стихотворений чувствуется, что поэту удалось создать произведения, способные удовлетворить самые высокие требования не только в жанре газели, но и в других жанрах.
Сади Сани, создавший звучные произведения в жанрах классической поэзии, газели, касыда, мухаммас, мустазад, мусаббе, мусаддас, рубаи, пробовал свое перо в силлабическом весе, писал гошма и таджнисы. Произведения поэта привлекают внимание своими высокими поэтическими качествами и свидетельствуют о его мастерстве в этом жанре. В творчестве Сади Сани, наряду со светскими стихами, особое место занимают и религиозно-сектантские стихи. В ряде исследовательских работ указывается, что Сади Сани был сектантским поэтом. Хотя он был учеником Сеида Мир Хамзы Нигари, известного лидера тариката своего времени, но не сложился как поэт тариката, в своей поэзии ему удалось дарить божественную любовь и мирскую любовь взаимно, и как сектантский поэт, так и светский поэт снискал себе известность. Сочетание этих качеств у поэта сделало его стихи читабельными и создало основу для его популярности и известности. Знакомство с сейидом Нигари вызвало серьезные изменения в мировоззрении поэта, за время пребывания здесь он писал стихи как светского, так и суфизмского и сектантского толка. В одном из своих стихотворений поэт открыто признается, что принадлежит к тарикату Халватия. В этом стихотворении поэт ясно интерпретирует основное желание и цель тариката, основные задачи, стоящие перед секты, идет по пути лидера секты Шаха Гасыма Энвера, выражает своё и равнодушие членов тариката к мировым событиям и его прогрессу.
В своём творчестве Сани также уделяет внимание шиизму, он посвятил десятки произведений жертвам битвы при Кербеле, ахлю бейту, имаму Хусейну и Хасану. В своем стихотворении «Sünnülər» («Сунниты») он пишет, что сунниты также сожалеют о происшествии в Кербеле, но тайно несут эту печаль в своих сердцах и желают им участия в трауре. Этим он пытается устранить конфликт между двумя течениями ислама. Сади серьезно отличается от своих современников рядом своих прогрессивных взглядов. Он не фанатично и слепо пропагандирует ислам, а также существующие тарикаты. Глядя на них глазами проницательности, он старается правильно разъяснить народу её основную суть и принцип, проводит определенную работу по устранению ряда негативных ситуаций и недопустимых обычаев и традиций в самой религии. Для этого он находился в постоянном поиске, причем не только с исламской религией, он также глубоко изучал тарикаты Накшбандия и Халватия, которые были ведущими своего времени, и стал одним из активных членов этого тариката. Из религиозных воззрений Сади видно, что он был поэтом с прогрессивным мировоззрением, далеким от сепаратизма, уважавшим все течения и религиозные тарикаты. Но в то же время Сади, близко знакомый как с исламской религией, так и с руководящим тарикатом, существовавшим в XIX веке, на протяжении всего своего наследия отрицательно относился к отшельникам, позициям, ложным и фанатичным религиозным деятелям и не стеснялся критиковать или оскорблять их. Поэт также сообщает читателю, что не верит в ложные обещания аскета и что то, что он говорит, не что иное, как вздор и раздражающие ложные обещания. Сади не скрывает своего недоверия к подвижнику, он не может принять его поступков и поведения, ложь, которую он говорит, иногда даже злится и нарушает этические нормы, уподобляет подвижника коту, мальчику или даже уличным собакам.
На творчество Сади Сани Карабаги также повлиял поэт Насими. Его влияние раскрываются то в форме обета, то в форме следования традиции предшественника в плане идей или поэтических приемов. Например, оба поэта написали газель «Degilmi» («Не так ли?»), близость системы рифмовки и сходство рифмованных стихотворений позволяют говорить о существовании связи между образцовым стихотворением и обетом. Помимо единообразия рифмовки и системы рифмовки, они оба ссылаются на Коран. Есть также близость этой газели поэта и другого произведения Насими с такой же системой рифмовки в плане выбора рифмующихся слов. В интеллектуальной связи некоторых газелей Сади с поэзией Насими не только тождественна или близка система рифм и редифов, но и следование по пути предшественника путем изменения редифа от отрицания к утверждению.